# Fuga (film)
Pour les articles homonymes, voir Fuga.
Pour plus de détails, voir Fiche technique et Distribution.
Fuga est un film chilien réalisé par Pablo Larraín, sorti en 2006.

## Synopsis
Un compositeur de musique classique sombre dans la folie.

## Fiche technique
- Titre : Fuga
- Réalisation : Pablo Larraín
- Scénario : Mateo Iribarren, Pablo Larraín et Hernan Rodriguez Matte
- Musique : Juan Cristóbal Meza
- Photographie : M. I. Littin-Menz
- Montage : Juan Carlos Macías
- Production : Juan de Dios Larraín et Hernán Larraín Matte
- Société de production : Fabula
- Pays de production :  Chili et  Argentine
- Genre : drame, film musical et thriller
- Durée : 110 minutes
- Dates de sortie : 
  - Chili : 27 mars 2006

## Distribution
- Benjamín Vicuña : Eliseo Montalbán
- Gastón Pauls : Ricardo Coppa
- Francisca Imboden : Georgina
- María Izquierdo :la mère d'Eliseo
- Willy Semler : le père d'Eliseo
- Héctor Noguera : Klaus Roth
- Alfredo Castro : Claudio
- Alejandro Trejo : Pacian
- Paulina Urrutia : Macarena
- Mateo Iribarren : Rage
- Marcial Tagle : Miguel
- José Soza : Carlitos
- Luis Dubó : Dubo
- Héctor Morales : Toño
- Claudio Espinoza : Tomasito

## Distinctions
Le film a reçu le Catalina de Oro de la meilleure première œuvre au festival international du film de Carthagène.